# ラウル・ハウスマン

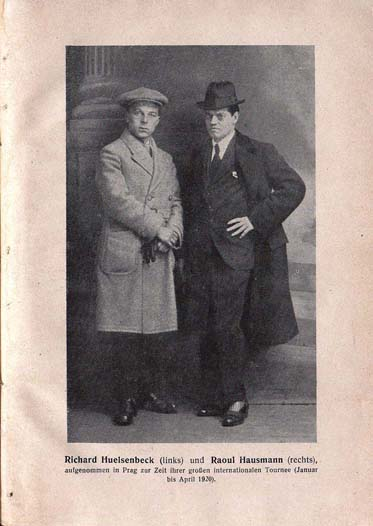
リヒャルト・ヒュルゼンベックとラウル・ハウスマン（右）

ラウル・ハウスマン （Raoul Hausmann、1886年7月12日 - 1971年2月1日）は、オーストリアの画家・デザイナー・詩人・写真家・ジャーナリスト・舞踏家。ジョン・ハートフィールドやハンナ・ヘッヒと並ぶベルリンダダの創立者のうちの一人。アナーキストとしても知られ、「ダダゾーフ（ダダ哲学者）」と呼ばれた。詩の視覚的な表現、フォトモンタージュが有名。

## 生涯
ウィーンに生まれるが、1901年、14歳の時にベルリンに移住。旧来の芸術に不満を抱く若手芸術家達と行動をともにし、1918年4月に最初の大規模な「ダダの夕べ」に参加。ベルリン・ダダの創立者の一人となる。同年の夏頃より、当時恋人であったハンナ・ヘッヒとともに、新たな表現手法としてフォトモンタージュの創作を開始。その革新性、表現としての力強さの虜となってゆく。ポスター用の木版活字を用いて、「ポスター詩」「文字詩」と呼ばれる作品群を発表。またそれらの詩を自ら吟じながら踊るというパフォーマンスも考案し、視聴覚の両面から訴える表現を追求した。ベルリン・ダダの中ではヨハネス・バーダーとよく行動をともにし、1919年には二人で「ダダ共和国」樹立を宣言したポスターを制作。驚いた当局から軍隊を差し向けられるという事件も起こしている。
1920年にベルリン・ダダが開催した「第1回国際ダダ見本市（ダダ・メッセ）」においては、自らのフォトモンタージュやコラージュ、デッサン作品を多数出展。運営にも積極的に携わり、展示内容に憤慨する国防軍将校に対してはアイロニーをもって応酬した。この年、彼の最も有名な（かつこの時期のもので唯一現存する）作品である『機械的な頭部』の制作を行っている。
こうしてベルリン・ダダ運動の中核を担った彼であったが、1920年末には『ダダイスムの歴史』など、これまでのダダの動きを総括するかのような2冊の著書を出版。その後、直接的にはベルリン・ダダから排斥されていたクルト・シュヴィッタースと親交を深め、1921年には、シュヴィッタース、ヘッヒとともに、プラハにおいて「アンチ＝ダダの夕べ」を開催している。
1920年代後半からは写真家としての活動が主になり、風景・ヌード・ポートレイトなどを題材に作品を発表。さらにナチスによる前衛芸術への迫害が強化されると、スペインのイビザ島に移住し、同地の土俗的なモチーフに傾倒していった。1937年にはチェコスロバキアに移るも、1938年には戦火を逃れてパリに移り、1944年まで逼塞した生活を余儀なくされた。
第二次世界大戦が終結すると、自由な芸術家としての活動を再開。1950年代に入ってアメリカを中心にダダの再評価が行われるようになると、同国の芸術家と活発に交流・議論を行ったが、その時流行していた「ネオ・ダダ」というキーワードに、（イヴ・クラインやロバート・ラウシェンバーグ、フルクサス一派とともに）括られることは明確に拒絶した。フルクサスの中心的人物の一人・ジョージ・マチューナスに対し「『ネオ』は何も意味せず、『イズム』は古臭い。なぜ単に『フルクサス』ではだめなのか？今やそちらの方が新しく、ダダは歴史の彼方のものであるから、その方がずっと良い。かつてのベルリン・ダダの同志達も同意見だ。『ネオ・ダダ』などというものは存在しない…」と書き送っている。
1971年2月1日、終の住処となったフランスのリモージュにて死去した。